# Palmtrast
Palmtrast (Dulus dominicus) är en unik västindisk fågel som utgör en egen familj, palmtrastar.

## Utseende och läten
Palmtrastar är ungefär 20 centimeter långa trastlika fåglar. De är olivbruna ovan och kraftigt brunstreckade gulbruna under. Övergumpen och kanterna på vingpennorna är mörkt gulgröna. Näbben är lysande gul och ögonen rostfärgade. Könen är lika, ungfåglar har mörk strupe.
Palmtrastar är ljudliga fåglar med en stor repertoar av gurglande och kvittrande läten.

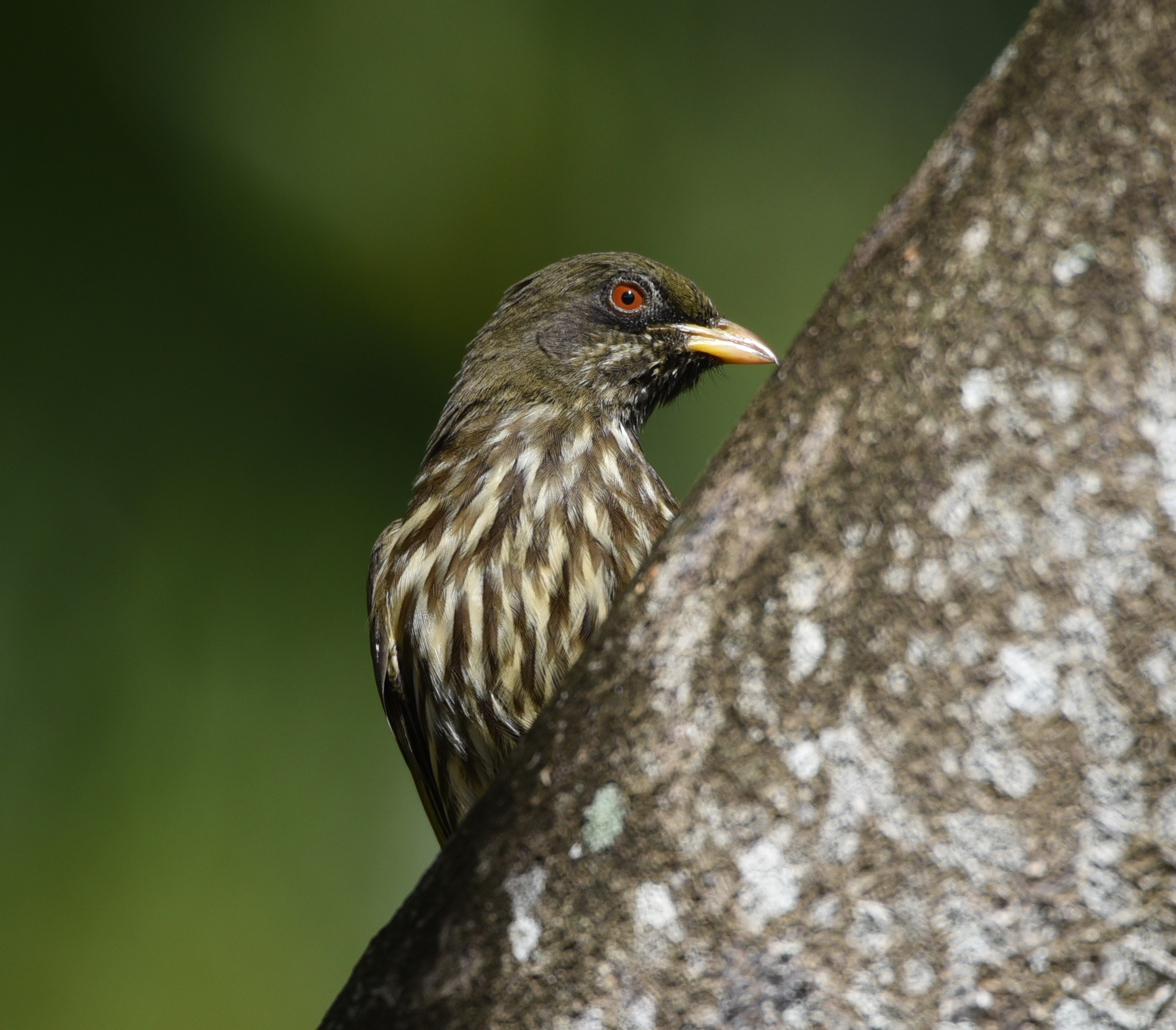

## Utbredning och systematik
Arten förekommer enbart på öarna Hispaniola, Gonâve och Isla Saona i Västindien. Den utgör en egen utvecklingslinje som ingår i en artfattig grupp vida spridda fåglar som omfattar sidensvansar (Bombycillidae), silkesflugsnappare (Ptiliogonatidae), de utdöda ooerna (Mohoidae) samt arterna hypokolius (Hypocoliidae), hylocitrea (Hylocitreidae) och sannolikt även den enigmatiska pärlsmygen (Elachuridae).

## Ekologi
Palmtrasten hittas från havsnivå upp till 1500 meter över havet där palmer förekommer. Den har också anpassat sig väl till människan och återfinns i stadsparker och trädgårdar om palmer finns tillgängliga.
Palmtrastar är mycket sociala fåglar och ses ofta i små flockar. De häckar från maj till juni och bygger stora, kommunala kvistbon i palmtoppar av huvudsakligen släktet Roystonea. I frånvaro av palmer kan andra träd eller till och med telefonstolpar användas. Hela bokonstruktionen kan bli upp till två meter bred och innehålla hela 30 närliggande bon med egna ingångar och kammare. Honan lägger två till fyra fläckiga, grålila ägg.
Palmtrasten livnär sig på frukt och bär från palmer och trädet Bursera simaruba, men även blommor, framför allt epifytiska orkidéer.

## Status och hot
Arten har ett stort utbredningsområde och en stor population med stabil utveckling. Utifrån dessa kriterier kategoriserar internationella naturvårdsunionen IUCN arten som livskraftig (LC). Världspopulationen har inte uppskattats men den beskrivs som vanlig.

## I kulturen
Palmtrasten är Dominikanska republikens nationalfågel.